# Sheyi Ojo
Pour les articles homonymes, voir Ojo (homonymie).
Sheyi Ojo, de son nom complet Oluwaseyi Babajide Ojo, né le 19 juin 1997 à Hemel Hempstead, est un footballeur anglais qui joue au poste de milieu de terrain au NK Maribor.

## Biographie

### En club
Sheyi Ojo naît en juin 1997 à Hemel Hempstead, situé dans l'aire urbaine de Londres, de parents nigérians. Il rejoint le centre de formation de Milton Keynes Dons en 2007 avant de terminer sa formation au Liverpool FC entre 2011 et 2015.
Le 20 mars 2016, Ojo fait ses débuts en Premier League avec Liverpool en remplaçant Joe Allen en fin du match contre le Southampton FC.
Le 10 avril 2016, il connaît sa première titularisation sous les couleurs de Liverpool lors du match comptant pour la 33e journée de Premier League face à Stoke City (victoire 4-1). Il est l'auteur d'une passe décisive pour Daniel Sturridge puis est remplacé à la mi-temps par Divock Origi.
Le 16 août 2017, Ojo est prêté pour une saison au Fulham FC. Il inscrit quatre buts en vingt-quatre matchs sous le maillot des Cottagers avant de retrouver Liverpool à la fin de la saison.
le 30 août 2018, il est de nouveau prêté pour une saison, cette fois au Stade de Reims. Il inscrit un but en dix-huit matchs sous le maillot du club français.
Le 18 juin 2019, Ojo est prêté pour une saison au Rangers FC.
Le 7 septembre 2020, Ojo est prêté un an au Cardiff City.

### En équipe nationale
Ojo est convoqué avec plusieurs équipes jeunes de l'Angleterre. En 2017, il remporte son premier titre en carrière lors du sacre des moins de 20 ans à la Coupe du monde 2017. La même année, Ojo dispute un match avec l'équipe espoirs. 
Possédant la nationalité nigériane, Ojo évoque en 2018 son envie de jouer pour les Super Eagles : « Bien entendu, si je venais à être sélectionné […] je ne refuserais jamais le Nigeria. »

## Statistiques
| Saison                | Club                  | Championnat             | Championnat | Championnat | Coupe nationale | Coupe nationale | Coupe de la Ligue | Coupe de la Ligue | Compétition(s) continentale(s) | Compétition(s) continentale(s) | Compétition(s) continentale(s) | Total | Total |
| Saison                | Club                  | Division                | M.          | B.          | M.              | B.              | M.                | B.                | Comp.                          | M.                             | B.                             | M.    | B.    |
| 2015-2016             | Liverpool FC          | Premier League          | 8           | 0           | 3               | 1               | -                 | -                 | -                              | -                              | -                              | 11    | 1     |
| 2016-2017             | Liverpool FC          | Premier League          | -           | -           | 2               | 0               | -                 | -                 | -                              | -                              | -                              | 2     | 0     |
| Sous-total            | Sous-total            | Sous-total              | 8           | 0           | 5               | 1               | -                 | -                 | -                              | -                              | -                              | 13    | 1     |
| 2014-2015             | Wigan Athletic (prêt) | Championship            | 11          | 0           | -               | -               | -                 | -                 | -                              | -                              | -                              | 11    | 0     |
| 2015-2016             | Wolverhampton (prêt)  | Championship            | 17          | 2           | -               | -               | 2                 | 1                 | -                              | -                              | -                              | 19    | 3     |
| 2017-2018             | Fulham FC (prêt)      | Championship            | 22          | 4           | 1               | 0               | 1                 | 0                 | -                              | -                              | -                              | 24    | 4     |
| 2018-2019             | Stade de Reims (prêt) | Ligue 1                 | 15          | 0           | 2               | 0               | 1                 | 1                 | -                              | -                              | -                              | 18    | 1     |
| 2019-2020             | Rangers FC (prêt)     | Scottish Premier League | 19          | 1           | 2               | 0               | 2                 | 0                 | C3                             | 13                             | 4                              | 36    | 5     |
| 2021-2022             | Millwall FC (prêt)    | Championship            | 18          | 0           | 1               | 0               | -                 | -                 | -                              | -                              | -                              | 19    | 0     |
| Sous-total            | Sous-total            | Sous-total              | 102         | 7           | 6               | 0               | 6                 | 2                 | -                              | 13                             | 4                              | 127   | 13    |
| 2020-2021             | Cardiff City (prêt)   | Championship            | 41          | 5           | 1               | 0               | -                 | -                 | -                              | -                              | -                              | 42    | 5     |
| 2022-2023             | Cardiff City          | Championship            | 36          | 1           | 2               | 1               | 1                 | 0                 | -                              | -                              | -                              | 39    | 2     |
| 2023-2024             | Cardiff City          | Championship            | -           | -           | -               | -               | 1                 | 0                 | -                              | -                              | -                              | 1     | 0     |
| Sous-total            | Sous-total            | Sous-total              | 77          | 5           | 3               | 1               | 2                 | 0                 | -                              | 0                              | 0                              | 82    | 6     |
| 2023-2024             | KV Courtrai (prêt)    | Division 1A             | 17          | 1           | 2               | 0               | -                 | -                 | -                              | -                              | -                              | 19    | 1     |
| Total sur la carrière | Total sur la carrière | Total sur la carrière   | 204         | 13          | 16              | 2               | 8                 | 2                 | -                              | 13                             | 4                              | 241   | 21    |

## Palmarès

### En sélection
Ojo remporte la Coupe du monde des moins de 20 ans en 2017 avec l'équipe d'Angleterre de cette catégorie.